# Puente de Waterloo
El puente de Waterloo es uno de los puentes de Londres que cruza el río Támesis, localizado entre los puentes de Blackfriars y de Hungerford. Su nombre conmemora la victoria de las tropas ingleses, holandesas y prusianos en la batalla de Waterloo, en 1815. Gracias a su ubicación estratégica en una curva del río, las vistas desde el puente son muy destacadas, hacia el oeste se puede contemplar Westminster, South Bank y el London Eye y hacia este la City de Londres y Canary Wharf.

## Historia

### Primer puente
El primer puente que se construyó en este emplazamiento fue diseñado entre 1809 y 1810 por John Rennie para La Strand Bridge Company y se inauguró en 1817 como puente de peaje. El puente de granito tenía nueve arcos, cada uno de 36,6 metros (120 pies) de envergadura, separadas por columnas dóricas dobles de piedra y tenía una longitud de 748,6 m (2.456 pies). Antes de su inauguración era conocido como el puente de Strand.

El puente de Waterloo visto desde el puente de Hungerford.

### Segundo puente
El London County Council decidió demoler el puente y sustituirlo por una nueva estructura que fue diseñada por Giles Gilbert Scott. Los ingenieros de la obra fueron Ernest Buckton y John Cuerel de Rendel Palmer y Tritton.
El nuevo puente fue abierto de forma parcial el martes, 11 de marzo de 1942 y se terminó en 1945. Fue conocido como el 'Ladies Bridge' por la contribución de 350 mujeres en la construcción del mismo.  Es el único puente sobre el Támesis que sufrió daños por las bombas alemanas durante la Segunda Guerra Mundial.